# One -you are the one-
"One -you are the one-" (ou apenas "ONE") é o sétimo single da banda de rock Fanatic Crisis, lançado em 28 de janeiro de 1998 pela For Life Records. Foi música de encerramento do programa de televisão japonês Suzumunu! Denpa Shōnen.
Foi incluída no álbum de estúdio One -one for all- e na compilação de greatest hits THE BEST of FANATIC◇CRISIS Single Collection 01, lançada em 2005 logo após a separação da banda. Em 2023, três membros do Fanatic Crisis se reuniram e regravaram a canção e seu videoclipe, lançados no álbum Tenseism.

## Desempenho comercial
Alcançou a 14ª posição na Oricon Singles Chart e permaneceu na parada por dez semanas. Estreou em 19° lugar na Billboard Japan.
Vendeu 94,800 cópias enquanto esteve na Oricon.

## Faixas
Todas as letras escritas por Tsutomu Ishizuki. 
| N.º            | Título                                                 | Duração |  |
| 1.             | "ONE -You are the one-"                                | 4:40    |  |
| 2.             | "Subete no Deai to Wakare ni" (すべての出逢いと別れに) | 5:31    |  |
| 3.             | "ONE -You are the one-" (Vox Less Version)             | 4:39    |  |
| 4.             | "Subete no Deai to Wakare ni-" (Vox Less Version)      | 5:28    |  |
| Duração total: | Duração total:                                         | 14:00   |  |

## Ficha técnica
Fanatic Crisis
- Tsutomu Ishizuki − vocais
- Kazuya − guitarra solo
- Shun − guitarra rítmica
- Ryuji − baixo
- Tohru − bateria